# Trihecaton
Trihecaton is een geslacht van uitgestorven Microsauria uit het Laat-Pennsylvanien van Colorado. Bekend van de enige soort Trihecaton howardinus onderscheidt het geslacht zich van andere microsauriërs in het bezit van een aantal plesiomorfe ('basale') kenmerken. Deze omvatten grote intercentra (wigachtige componenten van de wervels), gevouwen tandglazuur en een groot coronoïde uitsteeksel van de onderkaak. De classificatie ervan is controversieel vanwege de combinatie van een lang lichaam met sterke ledematen, kenmerken die doorgaans niet tegelijkertijd aanwezig zijn in andere microsauriërs. Door zijn aparte bouw heeft Trihecaton zijn eigen monospecifieke familie Trihecatontidae gekregen.

## Ontdekking
Trihecaton is bekend van goed bewaarde fossielen die in 1970 zijn ontdekt in Fremont County, Colorado door een veldexpeditie van de UCLA. Deze fossielen werden gevonden in een steengroeve in de buurt van de stad Howard. De steengroeve bewaarde sedimenten van de Sangre de Cristo-formatie, een geologische formatie die dateert uit het Laat-Carboon, met name de Missouri-subsectie tegen het einde van het Pennsylvanien. Trihecaton-fossielen zijn bekend uit een smalle band van schalie in de steengroeve, een laag die bekend staat als 'Interval 300'. De geslachtsnaam Trihecaton, 'offer van driemaal honderd runderen', verwijst naar Interval 300, terwijl de soortaanduiding howardinus is vernoemd naar de nabijgelegen stad.
Het holotype-fossiel, oorspronkelijk UCLA VP 1743 genoemd, is een goed bewaard gebleven skelet dat het grootste deel van de schedel en grote delen van de heup, achterpoten en staart mist. Het tweede fossiel UCLA VP 1744, bevat echter een reeks van twaalf staartwervels en werd vlak naast het holotype gevonden, wat aangeeft dat het waarschijnlijk van hetzelfde individu was. Deze fossielen werden in 1972 beschreven als onderdeel van een van Peter Paul Vaughns reviews van de nieuwe Sangre de Cristo-fauna. Vaughn benoemde ook de nieuwe familie Trihecatontidae, speciaal voor het nieuwe geslacht. In 1987 werden de collecties van Vaughn verplaatst naar het Carnegie Museum of Natural History, waarbij de exemplaren UCLA VP 1743 en 1744 de inventarisnummers CM 47681 en 47682 kregen.

## Beschrijving
De meeste schedelbeenderen zijn niet bewaard gebleven, met uitzondering van zowel de onderkaken als een getand bovenkaaksbeen. Alle tanden zijn slank en conisch, en hun interne structuur heeft ondiep gevouwen glazuur in tegenstelling tot bijna alle andere microsauriërs, waar de plooien ontbreken. De tanden zijn het grootst direct achter de punt van de snuit en worden kleiner naar de achterkant van de bek toe. De volledige linkeronderkaak was 2,6 centimeter lang, wat aangeeft dat de schedel even groot was. De onderkaak zou ongeveer negentien tanden hebben gedragen, verder naar achteren stijgt hij op tot een krachtig coronoïde uitsteeksel.
Het lichaam was vrij lang, met ongeveer zesendertig wervels in de presacrale wervelkolom (het gedeelte tussen het hoofd en de heup). De presacrale wervelkolom van het holotype was zestien centimeter lang. De presacrale wervels hebben plaatachtige doornuitsteeksels bovenop die elkaar afwisselen. Sommige doornuitsteeksels zijn laag en richelvormig, terwijl andere oplopen zijn naar de achterkant van hun respectievelijke wervels. Deze afwisseling tussen korte en lange doornuitsteeksels lijkt door te lopen over de meeste (maar niet alle) ruggenwervels. De hoge doornuitsteeksels aan de achterkant van het lichaam splitsen zich in de lengterichting, terwijl die naar voren onverdeeld blijven. De atlas was vergelijkbaar met die van andere microsauriërs, met een centrale voorwaartse stekel (bekend als een odontoïde uitsteeksel), een paar aangrenzende vleugelachtige facetten voor het contact met het achterhoofd en een diepe put voor de notochorda die van achteren zichtbaar is. De rest van de wervels zijn gastrocentrisch, wat betekent dat ze grote hoofdgedeelten hebben die bekend staan als pleurocentra, evenals iets kleinere halvemaanvormige botten die bekend staan als intercentra, die over de hele lengte van de kolom wigvormig tussen de pleurocentra steken. De meeste microsauriërs hebben gereduceerde of afwezige intercentra, maar bij Trihecaton zijn ze groter, zij het niet zo groot als de pleurocentra. Ribben komen, wanneer ze geconserveerd zijn, in contact met zowel de intercentra als de pleurocentra. De ribben lopen taps toe naar de achterkant van het lichaam en hebben naar voren verwijde uiteinden, hoewel het eerste paar ribben ontbrak. De toegewezen staartwervels zijn eenvoudig van bouw, met korte doornuitsteeksels en de haemaalbogen versmolten met de intercentra.
De interclavicula (het middelste element van de schoudergordel) was breed en T-vormig, met een opmerkelijk korte achtertak. Het opperarmbeen was robuust en gewrongen, met een duidelijk foramen entepicondylare. Andere bewaarde botten van de schouder en arm waren vergelijkbaar met die van de grote microsauriër Pantylus. Het bekken was niet goed bewaard gebleven, maar het dijbeen was aanwezig, met in het midden een S-vormige vernauwde schacht. De skeletresten als geheel waren bedekt met dunne, langwerpige schubben.

## Classificatie
In verschillende aspecten van de algemene lichaamsvorm, wervelconstructie en ledematen is Trihecaton duidelijk een lid van een groep oppervlakkig op hagedissen lijkende 'amfibieën' (tetrapoden met een zwemmend larvestadium) uit het Paleozoïcum, die microsauriërs worden genoemd. Hoewel het verre van het oudste lid van de groep is, bezit Trihecaton verschillende plesiomorfe ('basale') kenmerken die erop wijzen dat het een zeer basale positie had in vergelijking met andere microsauriërs. Er zijn bijvoorbeeld geen andere microsauriërs met zowel grote intercentra met ribfacetten (in de romp) als haemaalbogen (in de staart), hoewel Microbrachis wel kleine intercentra had en Pantylus wel kleine haemaalbogen. Bovendien komt het geplooide glazuur van Trihecaton meer overeen met grotere labyrinthodonten, een parafyletische graad van op krokodillen lijkende 'amfibieën' waarvan de kleinere en meer gespecialiseerde microsauriërs waarschijnlijk afstammen. De onderkaak lijkt over het algemeen op die van de palingachtige adelogyriniden wat betreft het grote coronoïde uitsteeksel, dat klein is bij de meeste microsauriërs.
De verwantschap van Trihecaton tot specifieke microsauriërsubgroepen is onzeker. Het langwerpige lichaam en de retentie van de intercentra zijn verwant aan de zwakke ledematen van microbrachiden, maar de robuuste ledematen van Trihecaton lijken op die van microsauriërs met een korte romp zoals pantyliden en tuditaniden. Carroll & Gaskill (1978) merkten op dat de verhoudingen en intercentra van Trihecaton ook werden gedeeld met goniorhynchiden. Er is echter niet genoeg overlappend materiaal om specifieke vergelijkingen te maken, en in sommige aspecten, zoals de constructie van de schoudergordel, verschilde Trihecaton duidelijk van goniorhynchiden. Carroll & Gaskill gaven er de voorkeur aan Trihecaton niet in (de buurt van) een andere familie van microsauriërs te plaatsen, maar beschouwden het in plaats daarvan als een onafhankelijk overblijfsel van de oorsprong van microsauriërs.
Een reeks fylogenetische analyses door David Marjanovic & Michel Laurin (2019) omvatte Trihecaton, zij het met niet-overtuigende resultaten. Net als veel andere onderzoeken concludeerden ze dat microsauriërs een parafyletische groep van 'amfibieën' waren, waarbij de meeste een groep vormden met een enkele voorouder, maar een paar basale leden (Microbrachis en Hyloplesion) een tak vormden met niet-microsaurische holospondylen zoals diplocauliden en aistopoden. Trihecaton springt tussen deze twee takken afhankelijk van welke hypothese over de positie van lissamfibieën (moderne amfibieën zoals kikkers en salamanders) de juiste is. Wanneer alle lissamfibieën worden beschouwd als afstammelingen van microsauriërs, is het even waarschijnlijk dat Trihecaton dicht bij de tak Microbrachis + Hyloplesion + Holospondyli zit, of als alternatief in de belangrijkste microsauriërgroep tussen ostodolepididen, gymnarthriden en Saxonerpeton. Wanneer lissamfibieën echter, zoals in de traditionele interpretatie, allemaal worden beschouwd als temnospondylen die geen verband houden met microsauriërs, verandert de structuur van Microsauria zodanig dat Trihecaton dichter bij de Microbrachis-tak verankerd wordt. Vreemd genoeg brengt het toevoegen van wormsalamanders aan Microsauria, een onorthodoxe nieuwe hypothese, Trihecaton veel dichter bij ostodolepididen en gymnarthriden. Dit is ook het resultaat gevonden door bootstrap- en bayesiaanse analyses van de gegevens van Marjanovic & Laurin. Blijkbaar is er nog steeds een gebrek aan oplossing voor de positie van Trihecaton, vooral gezien het feit hoe interpretaties over de oorsprong van lissamfibieën enorm verschillen tussen moderne paleontologische studies.